# Famille Reinach
Pour les articles homonymes, voir Reinach.
La famille Reinach est une famille juive française originaire d'Allemagne, dont sont issues plusieurs personnalités éminentes dans les domaines culturel, politique et financier.
Il ne faut pas la confondre avec la famille noble alsacienne de Reinach, de confession catholique.

## Principaux membres
L'ancêtre de la famille serait un certain Herz Mayer, qui aurait pris le nom toponymique de « Reinach » avant 1741, date à laquelle la présence de Jekel Reinach est attestée au sein de la communauté juive de Mayence.
Parmi les descendants des Reinach de Mayence, on compte le philosophe Adolf Reinach (1883-1917).
Petit-fils d'Herz Mayer, le marchand Joseph-Jacob Reinach (1781-1856) s'installe à Francfort-sur-le-Main, où il épouse Thérèse May (1785-1859), fille d'un riche banquier de cette ville. En 1814, Thérèse Reinach a  donné naissance à deux garçons jumeaux, Adolf et Hermann, auteurs des deux branches ci-dessous. Le second puis deux des fils du premier se sont fixés en France au milieu du XIXe siècle.

### Branche d'Adolf von Reinach

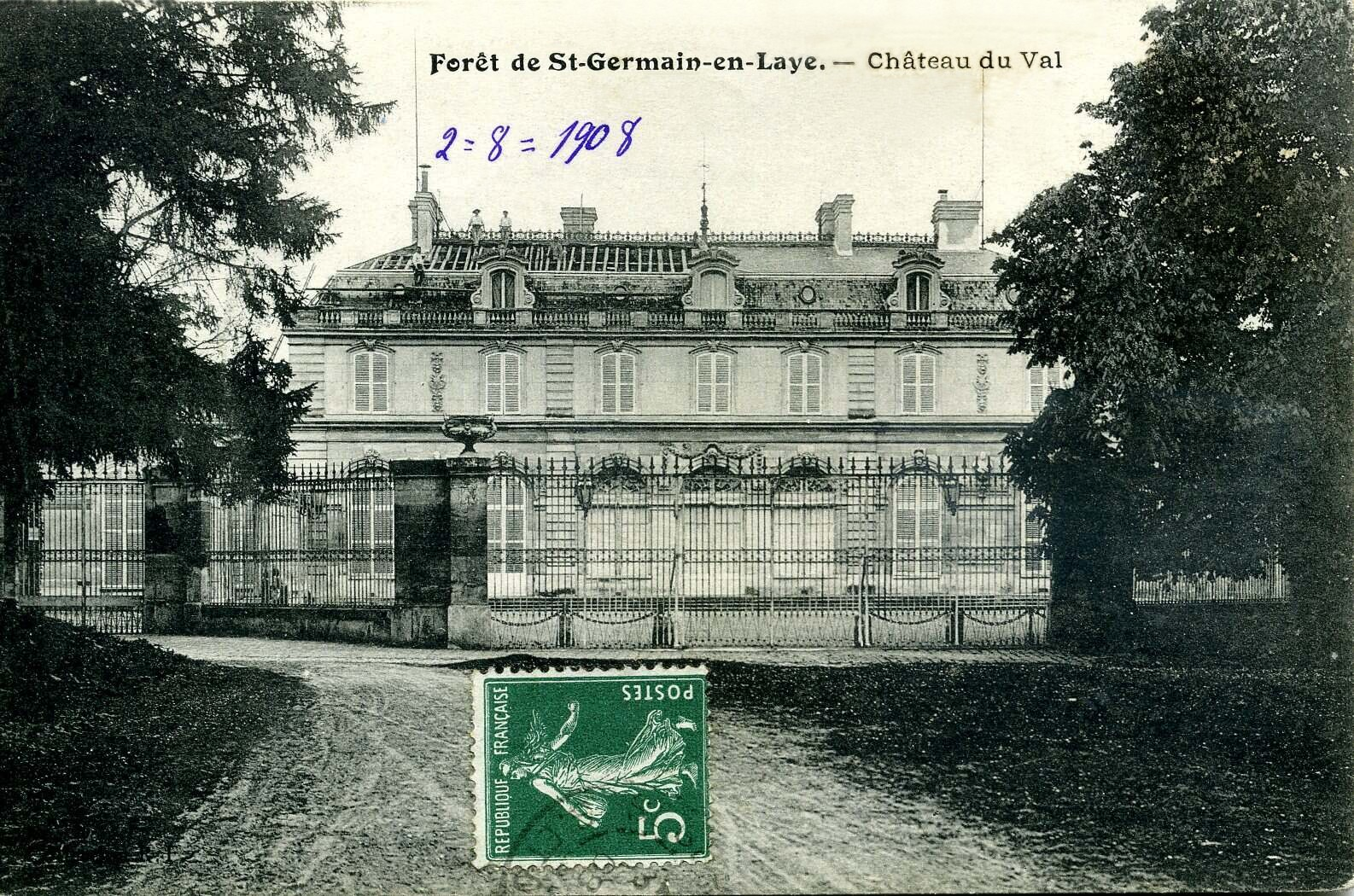
Les Reinach-Cessac ont été les propriétaires du château du Val à Saint-Germain-en-Laye entre 1892 et 1926.

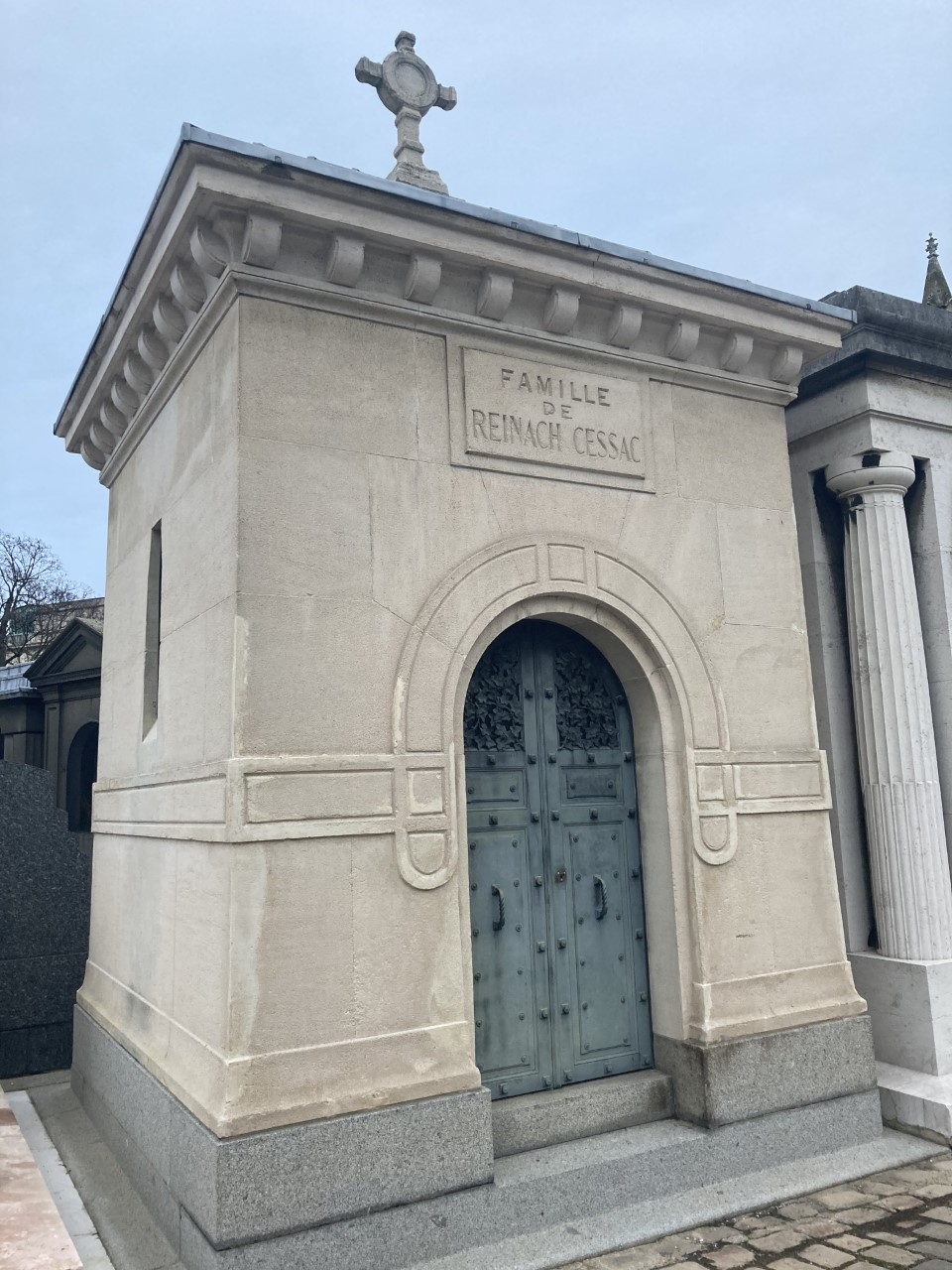
Chapelle funéraire des Reinach-Cessac au cimetière de Passy.

Adolf Reinach (1814-1879), banquier et consul de Belgique à Francfort, a changé son patronyme en « von Reinach » après avoir été anobli et créé baron en Italie en 1866. Confirmé en 1867 par le roi de Prusse, ce titre est héréditaire. Adolf est le père de :
- Jacob Adolphe Reinach, alias Jacques, 2e baron de Reinach (1840-1892), banquier impliqué dans le scandale de Panama, beau-père de son cousin Joseph Reinach, père de :
  - Lucien de Reinach (1864-1909), administrateur colonial en Indochine.
- Albert von Reinach (1842-1905), banquier et géologue ;
- Oscar, 4e baron de Reinach (1845-1922), banquier, a été créé comte romain de Reinach [de] Cessac par le pape Léon XIII en 1885. Le 2 juillet 1879, à Paris, il a épousé Jeanne Félicie Marie Alice Lacuée de Cessac (1846-1920), dont la mère est née Montesquiou-Fezensac[6]. Converti au catholicisme[7], Oscar de Reinach-Cessac est le père de :
  - Pierre Adolphe Paul Marie (1883-1969), époux d'Antoinette Costa de Beauregard (1899-1991), dont postérité ;
  - Gérard Jacques Paul Marie (1884-1915), mort au champ d'honneur en 1915, sans postérité ;
  - Gaston Arthur Antoine (1887-1971), sans postérité[8].

Branche d'Adolf von Reinach
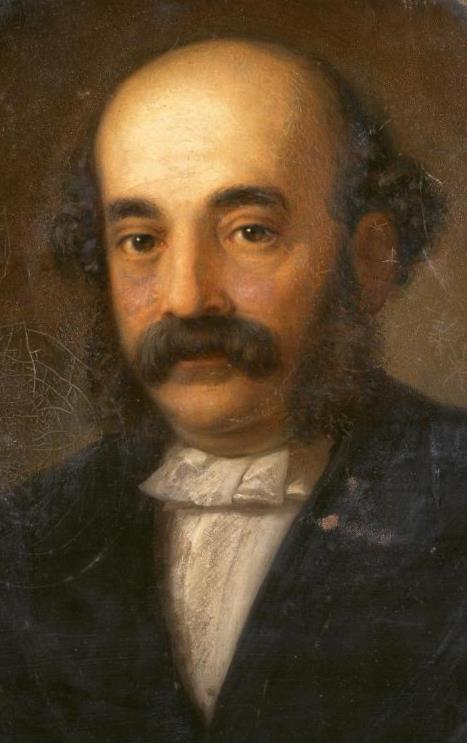
Adolf von Reinach (1814-1879)
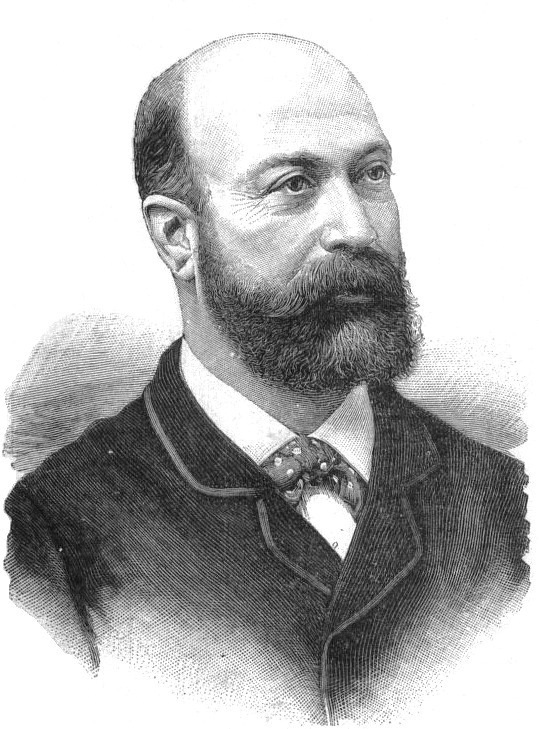
Jacques de Reinach (1840-1892)
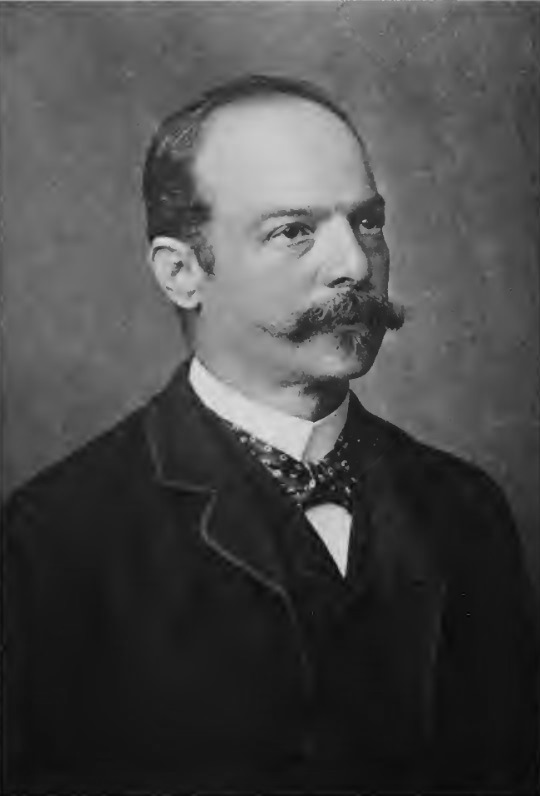
Albert von Reinach (1842-1905)
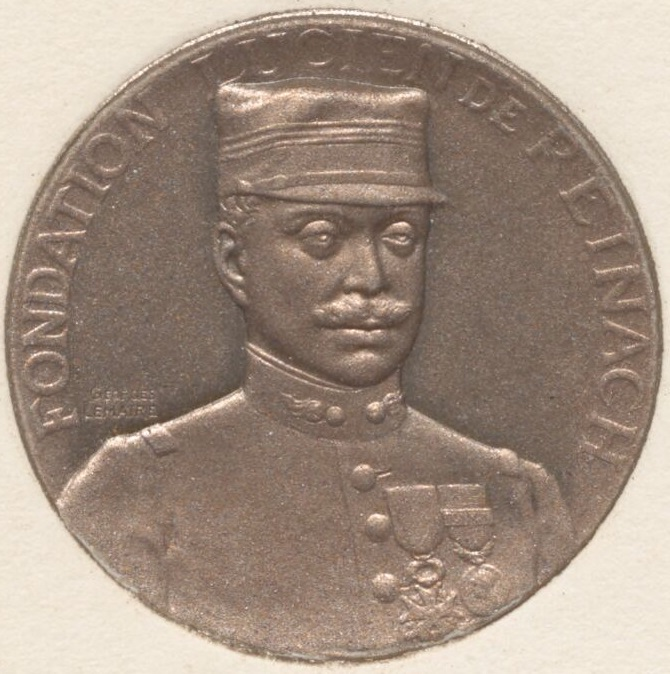
Lucien de Reinach (1864-1909)

### Branche d'Hermann Reinach

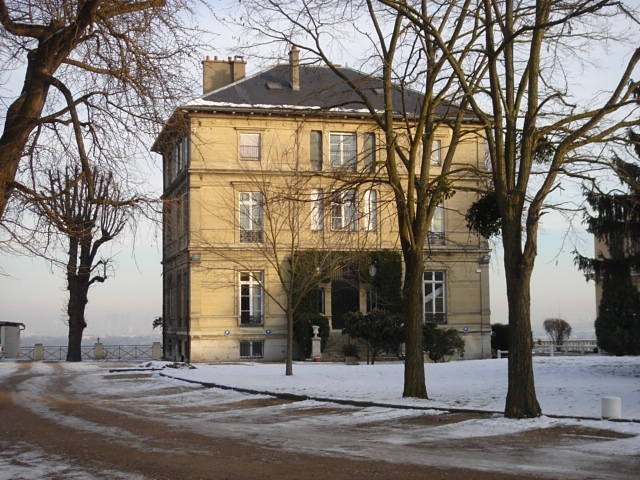
Ancienne maison de Salomon Reinach, au bord de la terrasse de Saint-Germain-en-Laye.

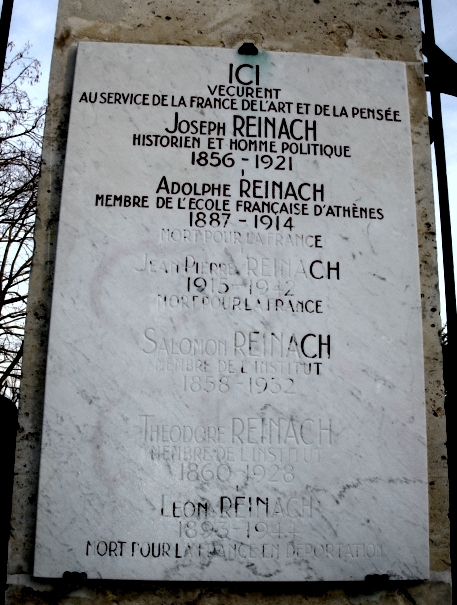
Plaque commémorative rue Salomon-Reinach, à Saint-Germain-en-Laye (1949).

Hermann-Joseph Reinach (1814-1899), frère jumeau d'Adolf, établi à Paris en 1845, a épousé Julie Büding, fille d'un banquier de Cassel. Ils ont eu trois fils :
- Joseph Reinach (1856-1921), avocat, journaliste et homme politique, témoin de l'affaire Dreyfus, époux d'Henriette Reinach (1866-1918), fille de son cousin Jacques, et père de :
  - Julie Reinach (1885-1971), épouse de Pierre Goujon (1875-1914) ;
  - Adolphe Reinach (1887-1914), archéologue, helléniste et égyptologue, mobilisé pendant la Première Guerre mondiale, tué dans les Ardennes en 1914, époux de Marguerite, dite Magui Dreyfus (1890-1980), fille de Mathieu Dreyfus, père de :
    - Jean-Pierre Reinach (1915-1942), sous-lieutenant de la France libre, mort au combat, épouse en 1941 la baronne Naomi Luisa Nina de Rothschild (1920-2007).

- Salomon Reinach (1858-1932), archéologue, membre de l'Institut ;

- Théodore Reinach (1860-1928), archéologue, mathématicien, juriste, historien et homme politique, père de deux filles et quatre fils :
  - Hélène Reinach (1887-1960)[10],[11]
  - Gabrielle Reinach (1889-1970)[10],[11]
  - Julien Reinach (1892-1962), conseiller d'État, déporté au camp de Drancy puis à au camp de concentration de Bergen-Belsen en Allemagne, d'où il revint très affaibli ;
  - Léon Reinach (1893-1944), musicien, compositeur, assassiné au camp d'extermination d'Auschwitz en Pologne, avec ses deux enfants Fanny (23 ans) et Bertrand (20 ans) par le convoi n° 62[12],[13]. Sa femme, née Béatrice de Camondo, est déportée par le convoi no 69[14]. Tous sont assassinés.
  - Paul Reinach (1895-1963) [10],[11]
  - Olivier Reinach (1901-1971)[10],[11], ingénieur agronome, membre des Forces françaises libres[15], époux après guerre de Andrée Adèle Louise Xambeu (1907-1992)

Branche issue d'Hermann Reinach
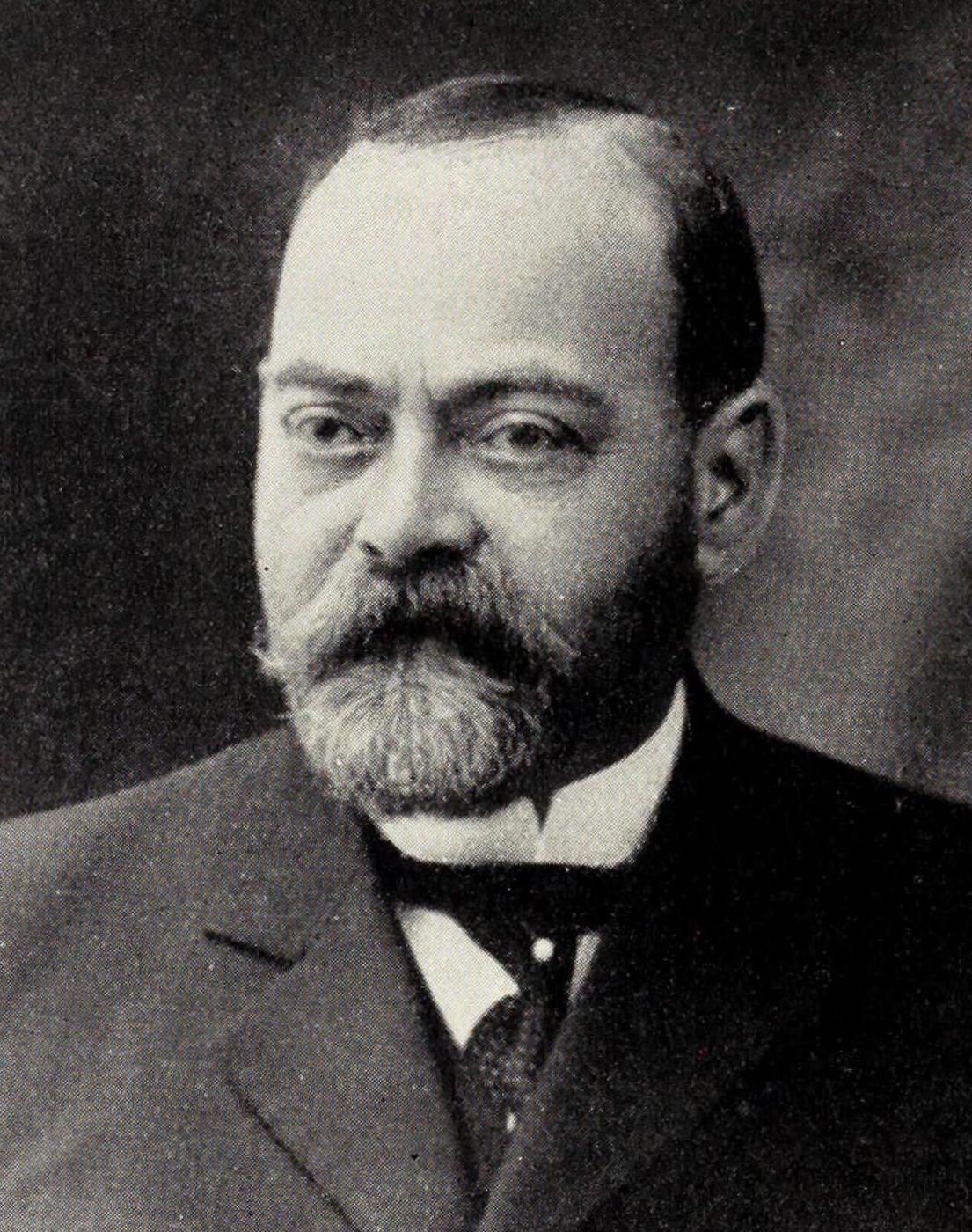
Joseph Reinach (1856-1921)
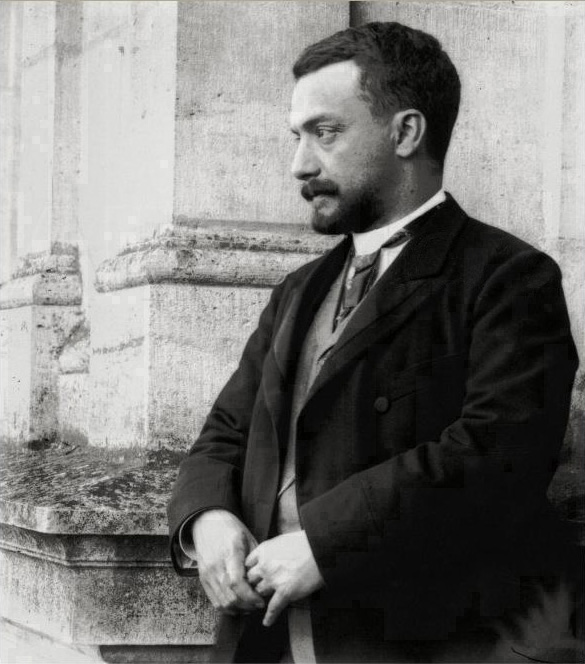
Salomon Reinach (1858-1932)
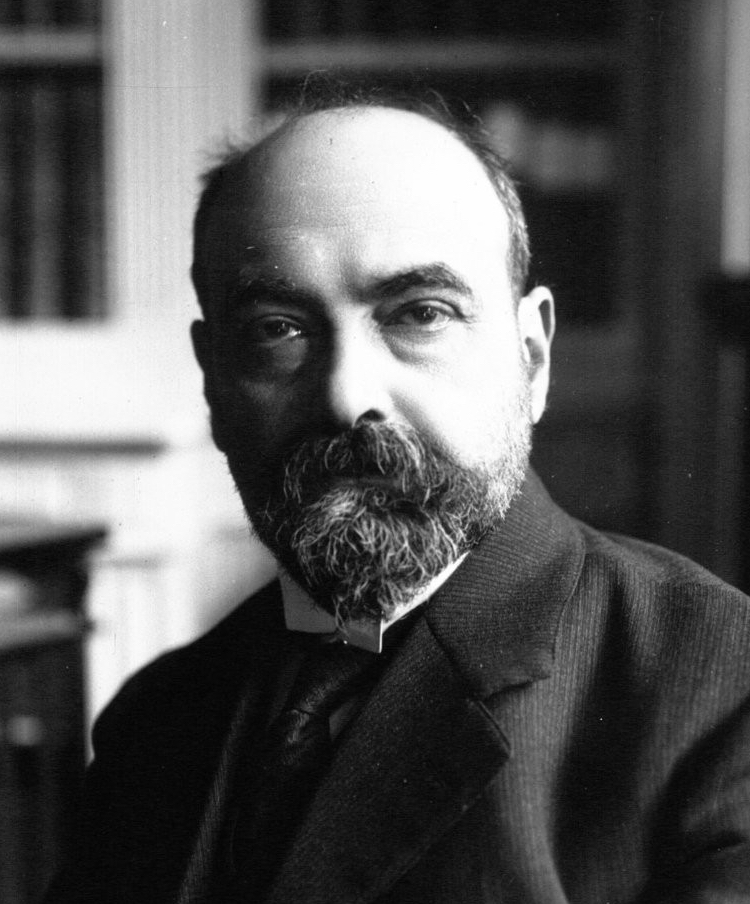
Théodore Reinach (1860-1928)
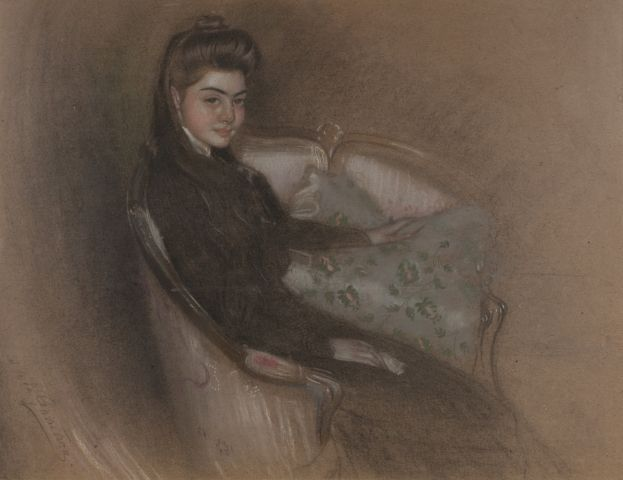
Julie Reinach (1885-1971)
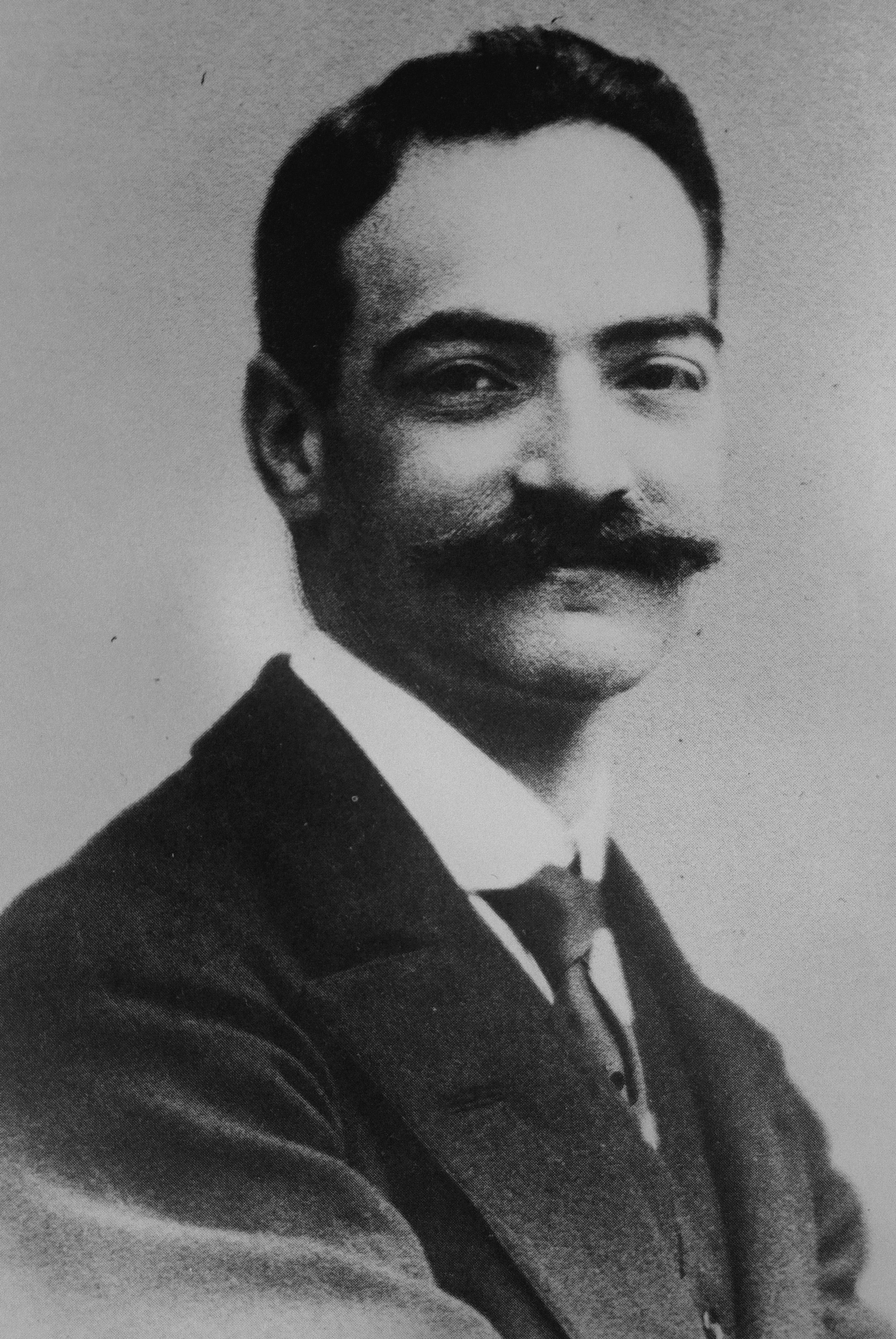
Adolphe Reinach (1887-1914)